# Зур (Ааргау)
Зур (нім. Suhr) — місто  в Швейцарії в кантоні Ааргау, округ Аарау.

## Географія
Місто розташоване на відстані близько 70 км на північний схід від Берна, 4 км на південний схід від Аарау.
Зур має площу 10,6 км², з яких на 26,6% дозволяється будівництво (житлове та будівництво доріг), 27,8% використовуються в сільськогосподарських цілях, 44,6% зайнято лісами, 1% не є продуктивними (річки, льодовики або гори).

## Демографія
2019 року в місті мешкало 10 476 осіб (+9% порівняно з 2010 роком), іноземців було 33,6%. Густота населення становила 986 осіб/км².
За віковим діапазоном населення розподілялося таким чином: 22,2% — особи молодші 20 років, 61,3% — особи у віці 20—64 років, 16,5% — особи у віці 65 років та старші. Було 4528 помешкань (у середньому 2,3 особи в помешканні).
Із загальної кількості 4936 працюючих 42 було зайнятих в первинному секторі, 1048 — в обробній промисловості, 3846 — в галузі послуг.